# Krudtugle Pilsner
Krudtugle Pilsner
er en dansk pilsner der oprindelig blev brygget af Frederiksværk Bryggeri fra 1974 og lagt ud som lønarbejde først hos Harboe Bryggeri og senere hos Maribo Bryggeri. 
Pilsneren blev udviklet af Flemming Bruhn og Finn Wendelboe. 
Den blev det første ølprodukt der samtidig varslede en ny æra for discountøl. Pilsneren blev i starten solgt som Asserbo eller Liseleje øl, der således også var det egentlige startskud til de senere lokale bryghuse fra begyndelsen af 2000. 
Navnet Krudtugle opstod i 1976/77 da Aldi kom til Danmark, og produktet blev det første som Aldi tegnede leveringsaftale på.
 Der er for få eller ingen kildehenvisninger i denne artikel, hvilket er et problem. Du kan hjælpe ved at angive troværdige kilder til de påstande, som fremføres i artiklen.